# Byblos (hôtel)
Pour les articles homonymes, voir Byblos (homonymie).
 (juillet 2012).
Si vous disposez d'ouvrages ou d'articles de référence ou si vous connaissez des sites web de qualité traitant du thème abordé ici, merci de compléter l'article en donnant les références utiles à sa vérifiabilité et en les liant à la section « Notes et références ».
Le Byblos est un hôtel de luxe français de style néo-provençal situé à Saint-Tropez, dans le Var.
L'hôtel est ouvert d'avril à octobre et ferme ses portes en hiver. Il compte 91 chambres dont 50 suites. Le Byblos obtient la distinction « palace » le 28 juin 2012.

## Historique

### Débuts

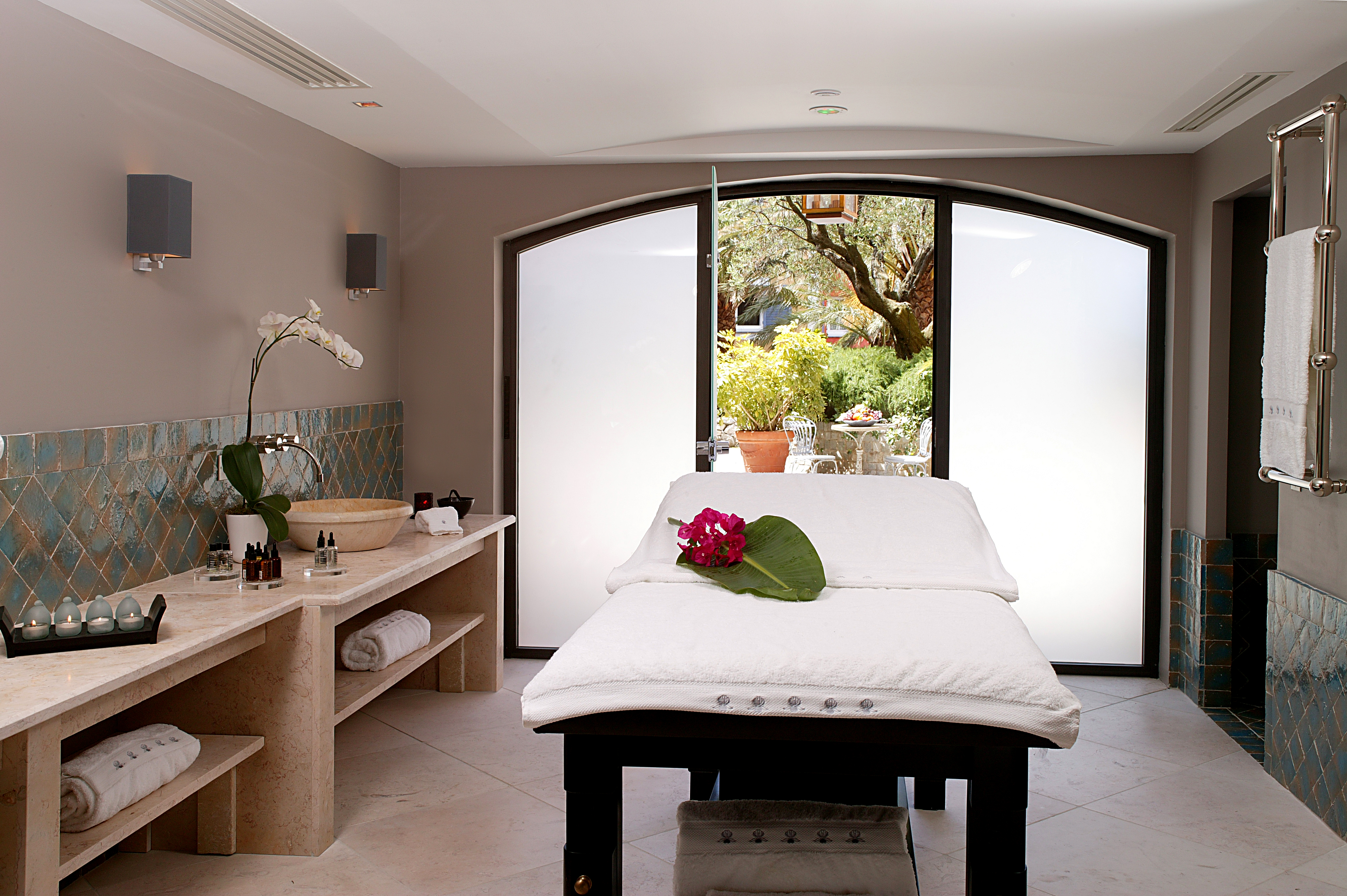
Le spa Sisley.

À Byblos, au nord de Beyrouth, deux hommes s’entretiennent en 1960 sur la terrasse d’un restaurant. Selon la légende, l'un d’eux, Jean-Prosper Gay-Para, hôtelier libanais milliardaire et père de l'économiste Guy Gay-Para, avoue à l’autre son amour fou pour Brigitte Bardot et son désir de lui construire « un palais digne des Mille et Une Nuits, unique en son genre d’un bout à l’autre de la Méditerranée. » C'est en 1965 que commencent les travaux de cet hôtel « phénicien » de style « tropézien » à l’architecture très éloignée de celle des grands hôtels de luxe de Cannes ou Monte-Carlo. Une folie de dix millions de francs de l'époque en plein milieu d'un village de pêcheurs traditionnel, à deux pas de la place des Lices. Il le baptise « Byblos » du nom du port libanais fondé pas les Phéniciens et fréquenté par la jet-set libanaise et internationale,.
L’hôtel se présente comme un hameau, un ensemble de petites constructions accolées les unes aux autres sur une surface de 5 500 m2. Des toitures en tuiles romaines et des génoises, dans l’esprit du pays ; des balconnets de fer forgé, des façades vibrantes de couleur ; des fontaines ; des placettes pavées ; un olivier centenaire ; des palmiers ; des bougainvilliers et du jasmin ; un patio ; une grande piscine ; un bar pieds dans l’eau ; des boutiques logées sous les arcades ; deux restaurants et un night-club…  L'hôtel compte alors 59 chambres.
L'établissement est inauguré le 27 mai 1967 en présence de ses marraines Mireille Darc et Brigitte Bardot. Commencent trois jours de festivités pour plus de 700 invités, parmi lesquelles de très nombreuses personnalités du monde politique, artistique et littéraire : Françoise Sagan, René Clair, Maurice Escande, Bernard et Annabel Buffet, M. et Mme Eddie Barclay, Jean Lescudier (maire de Saint-Tropez), M. et Mme Jean-Paul Roy (préfet du Var), Alexandre de Paris, Paco Rabanne, Jean Bousquet, Gérard Khoury (directeur du tourisme au Liban), Lucien Barrière, Jacques Chazot, Juliette Greco, Michel Piccoli, Gilbert Trigano, Eddy Mitchell et Michel Polnareff, entre autres. Par la suite nombres de personnalités médiatiques passent par cet hôtel ou dans sa discothèque.
L’équipe entourait Jean-Prosper Gay-Para, son épouse, Médéa, et Francis Ducluzeau, le directeur, qui accueillaient les convives tropéziens, parisiens et libanais. En juillet 1967, «  Les Caves du roy  », temple des nuits tropéziennes, ouvre ses portes au sein de l'hôtel, puis le « Krak des chevaliers », mini boîte de nuit au sein de la discothèque. Le night-club du Byblos sera animé pendant de nombreuses années par Jacqueline Veyssière et accueillera de nombreux concerts d'artistes.
Mais, en juin 1967, la guerre des Six Jours éclate et Jean-Prosper Gay-Para décide de retourner à Beyrouth pour gérer ses hôtels. Il se sépare du Byblos et de son nightclub, les Caves du Roy, vendu le 19 septembre à l'homme d’affaires Sylvain Floirat.

### Rachat par Sylvain Floirat
D’origine modeste, Sylvain Floirat est dirigeant de nombreuses sociétés, dont Breguet Aviation, Matra, Europe 1, de la Compagnie française de télévision.
L’hôtel devient la seconde demeure d’Eddy Barclay, de Michel Polnareff et d’une pléiade d’autres vedettes et artistes. Sylvain Floirat nomme Claude Marret au poste de directeur qui dirigera l'établissement pendant dix-sept ans. Ils travaillent ensemble sur différents projets : l'hôtel est notamment agrandi plusieurs fois sur les terrains alentour. Les architectes Christian Auvrignon, Philippe Sicardon et Monnin ainsi que les décorateurs pour la discothèque Sassouni et André Denis, sur le projet depuis l'origine, continuent à y travailler.
En 1971, le chanteur britannique Mick Jagger se marie à Saint-Tropez avec le top model Bianca Pérez Mora-Macias. Ils passent leur lune de miel au Byblos en compagnie de nombreux invités, dont les Rolling Stones.
Lors des tournages de la série Le gendarme se marie de Jean Girault avec Louis de Funès, Michel Galabru et Jean Lefebvre, toute l'équipe du film séjourne à l'hôtel.

### Années 1980-1990
Sylvain Chevanne, le petit-fils de Sylvain Floirat, développe le groupe à partir de 1972. Il double la surface du Byblos en 1983 sur près de 17 000 m2.
Un « Byblos » est construit à Marbella mais ne restera pas dans le groupe. Très vite, les nouveaux propriétaires imaginent de créer un pendant hivernal au Byblos de Saint-Tropez. Ce sera le Byblos des Neiges, inauguré en 1984 avec 76 chambres dont douze suites à Courchevel 1850. Claude Marret est tué dans un accident d'avion qui l'amenait à une réunion de chantier de l'hôtel quatre mois avant l'ouverture. Le chef cuisinier Alain Ducasse, qui était également à bord, sera le seul survivant du crash. Le Byblos de Neiges prend fin en 2007.
Le 1er juillet 1991, le Byblos entre dans le cercle des Leading Hotels of the World.
À la mort de Sylvain Floirat en 1993, l'objectif de son petit-fils, Sylvain Chevanne, est d’assurer la pérennité du groupe dont il assure la  direction opérationnelle depuis 1988.

### Depuis les années 2000
En 2001, Antoine Chevanne (arrière-petit-fils de Sylvain Floirat) prend la direction du Byblos pendant cinq ans. En 2006, il prend la direction générale du Groupe Floirat et met en place une stratégie de développement majoritairement axée sur l’activité d’hôtellerie de prestige.
En 2001, Alain Ducasse décline son concept de restaurant « Spoon Food & Wine » en « Spoon@Byblos » dans l'hôtel.
En 2007, à l’occasion du 40e anniversaire du Byblos, le héros de bande dessinée Largo Winch pose ses valises dans l'hôtel tropézien dans le quinzième album de la série, Les Trois Yeux des gardiens du Tao / La Voie et la Vertu. De nombreuses scènes se déroulent au Byblos.
En 2007 est inauguré le spa Byblos by Sisley Cosmetics, le premier de la marque dans le monde.
En 2009, Antoine Chevanne, CEO du Groupe Floirat, nomme Christophe Chauvin directeur général du Byblos. 
En 2009, le Byblos reçoit sa 5e étoile.
Le 28 juin 2012, le Byblos est distingué palace.
Le 17 avril 2013, Alain Ducasse inaugure son nouveau concept « Rivea at Byblos » qui remplace Spoon@Byblos. Le Byblos fait appel à l'architecte et designer italien Antonio Citterio pour la réalisation du restaurant.
En mai 2017, le Byblos et les Caves du Roy célèbrent leur 50e anniversaire. Plusieurs partenariats ont lieu pour cet évènement, avec Audemars Piguet, Rolls-Royce, Dom Pérignon, Goyard, Sisley et Missoni Home, qui redécore la plus grande suite de l’hôtel (180 m2). Les Caves du Roy sont rénovées pour l'occasion

## Données économiques
Le Byblos a réalisé un chiffre d'affaires de 21 950 200 € en 2017. L'effectif moyen annuel est de 140 salariés.

## Films tournés au Byblos
- 1968 : Le gendarme se marie de Jean Girault avec Louis de Funès, Michel Galabru
- 1980 : Le Coup du parapluie de Gérard Oury avec Pierre Richard, Gérard Jugnot, Valérie Mairesse
- 1984 : L'Année des méduses de Christopher Frank avec Valérie Kaprisky et Bernard Giraudeau